# 京都府立須知高等学校
京都府立須知高等学校（きょうとふりつ しゅうちこうとうがっこう）は、京都府船井郡京丹波町豊田下川原にある府立高等学校。

## 設置学科
- 普通科 SAコース
- 普通科 アドバンス文理コース
- 普通科 スタンダードコース
- 食品科学科 （農業に関する学科）

## 沿革
京都府立須知高等学校は、略称として「須高」と言われている。
日本の中でも有数の歴史のある農業学校で近代農業の一翼を担った。
- 1876年（明治 9年）10月 - 京都府農牧学校創設（アメリカ人ジェームス・オースチン・ウイードが主任）。
- 1908年（明治41年）4月 - 船井郡立実業学校開校。
- 1923年（大正12年）1月 - 京都府立須知農学校となる。
- 1948年（昭和23年）4月 - 京都府立須知農業高等学校となる。
- 1948年（昭和23年）4月 - 普通科「アドバンス文理コース」「スタンダードコース」、食品科学科を設置。
- 1948年（昭和23年）10月 - 京都府立須知高等学校と改称。
- 2014年（平成26年）4月 - 普通科「特進SAコース」を設置。

## 著名な出身者
- 小森悟（京都大学大学院工学研究科教授）
- 野田博（一橋大学名誉教授）
- 堀林巧（金沢大学名誉教授）